# Ségbana
Ségbana är en kommun i departementet Alibori i Benin. Kommunen har en yta på 4 471 km2, och den hade 89 081 invånare år 2013.

## Arrondissement
Ségbana är delat i fem arrondissement: Libantè, Liboussou, Lougou, Ségbana och Sokotindji.